# Serie A 2025/26 (Frauen)
Die Serie A 2025/26 ist die 59. Spielzeit der höchsten italienischen Spielklasse im Frauenfußball. Die Spielzeit startet am 4. Oktober 2025.

## Veränderung gegenüber der Saison 2024/25
Nach drei Spielzeiten, in denen die Liga nach der Hauptrunde in eine Meisterschafts- und eine Abstiegsrunde unterteilt war, schaffte man dieses Format zur Saison 2025/26 wieder ab. Stattdessen kehrte man zum klassischen Ligenformat zurück, in dem alle Mannschaften im Verlauf der Saison jeweils zweimal gegeneinander antreten. Zudem erhöhte man die Teilnehmerzahl erneut auf zwölf Teams, zuletzt war dies in der Saison 2021/22 der Fall.

## Teilnehmer
Nur Sampdoria Genua stieg als Tabellenletzter der vorherigen Saison in die Serie B ab. Durch die Erweiterung der Liga auf zwölf Teams stiegen Parma Calcio, Ternana Calcio und der CFC Genua in die Serie A auf.
- FC Como Women
- AC Florenz
- CFC Genua ( ▲Aufsteiger)
- AC Mailand
- Inter Mailand
- Napoli Women
- Parma Calcio ( ▲Aufsteiger)
- AS Rom
- Lazio Rom
- US Sassuolo Calcio
- Ternana Calcio ( ▲Aufsteiger)
- Juventus Turin (Meister und Pokalsieger 2025)

## Tabelle
| Pl.                     | Verein                | Sp. | S | U | N | Tore    | Diff. | Punkte |
| ----------------------- | --------------------- | --- | - | - | - | ------- | ----- | ------ |
| 1.                      | Juventus Turin (M, P) | 0   | 0 | 0 | 0 | 000:000 | ±0    | 0      |
| 2.                      | Inter Mailand         | 0   | 0 | 0 | 0 | 000:000 | ±0    | 0      |
| 3.                      | AS Rom                | 0   | 0 | 0 | 0 | 000:000 | ±0    | 0      |
| 4.                      | AC Florenz            | 0   | 0 | 0 | 0 | 000:000 | ±0    | 0      |
| 5.                      | AC Mailand            | 0   | 0 | 0 | 0 | 000:000 | ±0    | 0      |
| 6.                      | Lazio Rom             | 0   | 0 | 0 | 0 | 000:000 | ±0    | 0      |
| 7.                      | FC Como Women         | 0   | 0 | 0 | 0 | 000:000 | ±0    | 0      |
| 8.                      | US Sassuolo Calcio    | 0   | 0 | 0 | 0 | 000:000 | ±0    | 0      |
| 9.                      | Napoli Women          | 0   | 0 | 0 | 0 | 000:000 | ±0    | 0      |
| 10.                     | Ternana Calcio (A)    | 0   | 0 | 0 | 0 | 000:000 | ±0    | 0      |
| 11.                     | Parma Calcio (A)      | 0   | 0 | 0 | 0 | 000:000 | ±0    | 0      |
| 12.                     | CFC Genua (A)         | 0   | 0 | 0 | 0 | 000:000 | ±0    | 0      |
| Stand: Vor Saisonbeginn |                       |     |   |   |   |         |       |        |

Platzierungskriterien: 1. Punkte – 2. Direkter Vergleich (Punkte, Tordifferenz, geschossene Tore) – 3. Tordifferenz – 4. geschossene Tore

| Zum Saisonende 2025/26: Meisterschaft und Teilnahme der UEFA Women’s Champions League 2026/27 Teilnahme an der Qualifikation zur UEFA Women’s Champions League 2026/27 Abstieg in die Serie B |

| Zum Saisonende 2024/25: |                            |
| (M)                     | Meister des Vorjahres      |
| (P)                     | Pokalsieger des Vorjahres  |
| (A)                     | Aufsteiger aus der Serie B |